# Götes konung
Götes konung (det vill säga "götarnas konung") utgjorde en del av den svenske kungens titel från 1278 fram till Gustaf VI Adolfs död 1973, då titeln var Sveriges, Götes och Vendes konung. Från Carl XVI Gustafs tillträde är titeln endast Sveriges konung.
Titeln Rex sveorum et gothorum, eller "Svears och götars konung", användes vad man vet första gången av Karl Sverkersson (1161–1167), och den motsvarande fornsvenska formen svea ok göta konung har från och med Magnus Ladulås kröning (1278) som hela Sveriges konung (han var dessförinnan kung över endast Svealand, medan hans bror Valdemar Birgersson var kung över Götaland) varit den regelmässiga konungatiteln i stället för den förut vanliga titeln Svea konung. Den hos Olaus Petri förekommande formen "götas" är uppkommen genom tillägg av pluralens nya genitivmärke s till den gamla genitivformen "göta". Enligt Peder Svart blev Gustav Vasa krönt till Sverigis och Götis etc. konung, och sedan början av 1540-talet skrev han sig Sveriges, Götis och Vendes konungh. Denna yngre form, Götis eller Götes, ingick (liksom Vendes) även i den danska konungatiteln (Vendis og gottis), då syftandes på gutar, och brukades där från Valdemar Atterdags tid (sedan ersatt av de (Venders og) Gothers) fram till och med Frederik IX (död 1972). 